# Антоніна Чеховська
Антоніна Чеховська (лат. Antonina Chekhovska, англ. Antonina Chehovska; нар. 1987, Україна) — українська співачка, що живе в США.

## Життєпис
Антоніна Чеховська з дитинства співала, вчилася грати на скрипці та фортепіано, однак мріяла про медичну кар'єру — хотіла бути окулісткою, хірургинею. Попрацювавши асистенткою стоматолога, зрозуміла, що її покликання — музика. Вступила до Школи музики, театру та танцю Мічиганського університету, однієї з найкращих виконавських шкіл у США, де одночасно вивчала спів та диригування. За словами Чеховської, найбільший вплив з викладачів на неї мав хоровий диригент, володар «Греммі» Джері Блекстоун: 
Оперні арії виконуються різними мовами, тому Чеховська вивчала французьку, італійську, німецьку, чеську. Найбільше їй до душі виконувати італійські арії, оскільки «ця культура дуже подібна до української». Любить співати українські пісні і завжди я́ко мо́га вво́дить їх до своїх концертів.
2013 року Антоніна Чеховська дебютувала Реквіємом Моцарта у супроводі симфонічного оркестру міста Гренд-Репідз.
У сезоні 2015-16 років Чеховська виступала на сцені Національного оперного театру «Америка» в Нью-Йорку. На концерті вона виконувала твори для голосу та оркестру Самуїла Барбера «Ноксвіл: Літо 1915 року» та «Шехеразаду» Моріса Равеля у супроводі Декстерського громадського оркестру, а також Симфонію № 2 Густава Малера «Воскресіння» з Модестським симфонічним оркестром.
У 2016 році взяла участь у 45-му щорічному конкурсі молодих американських та канадських оперних співаків Фонду Джорджа Лондона і серед 23 фіналістів (з початкових 85 конкурсантів) увійшла до шістьох переможців, нагороджених преміями по 10 000 доларів.
У травні 2017 року співала партію Мікаели в опері «Кармен» Жоржа Бізе на сцені Південного театру в місті Колумбус, США.
У сезоні 2018—2019 років Антоніна Чеховська співала у Королівському залі Карнегі-Хол «Коронаційну месу» Моцарта, «Глорію» Антоніо Вівальді та «Реквієм» Габріеля Форе, а також концерт іспанських мистецьких пісень на пісенних фестивалях Равінія у місті Гайленд-Парк і у місті Тусоні.